# Antonio Brignole Sale
Pour les autres membres de la famille, voir Famille Brignole.
Pour les articles homonymes, voir Brignole.
Antonio Brignole Sale, né le 22 mai 1786 à Gênes et mort le 14 octobre 1863 à Gênes, surnommé « Il grande Anton Brignole », était un noble italien, onzième marquis de Groppoli, homme d'État, ministre et ambassadeur illustre du royaume de Sardaigne. Il fut à Paris l'une des grandes personnalités intellectuelles de la monarchie de Juillet.

## Biographie

### Famille
Antoine était le fils du marquis Antonio Giulio III Brignole Sale et d'Anna Pieri, qui joua un rôle important sous l'Empire. Il naquit à Gênes dans les toutes dernières années de l'Ancien Régime génois. Gênes était alors la capitale d'un petit État autrefois glorieux et prospère mais qui à cette époque ne comprenait plus que l'actuelle Ligurie, la république de Gênes. En 1768, l'État ligure avait dû céder ses droits séculaires sur la Corse à la France après quarante années de révolte. Le gouvernement génois était alors oligarchique, c'est-à-dire dominé par quelques grandes familles, richissimes qui détenaient l'exclusivité des honneurs, charges et dignités de l'État. Au premier rang de ces puissantes familles, figurait la famille Brignole. Devenue patricienne seulement en 1528, elle avait déjà fourni plusieurs doges - Gian Francesco I en 1635, Gian Francesco II en 1748, qui connut un mandat particulièrement mouvementé, Ridolfo Emilio doge en 1762 et grand-père d'Antoine Brignole-Sale, ainsi que Giacomo Maria Brignole qui fut doge de 1779 à 1781 puis de 1795 à 1797 assumant ainsi la qualité d'ultime doge et de seul doge à avoir accompli deux mandats. À sa naissance, il était aussi le cousin de la princesse de Monaco et de Condé, Maria Caterina Brignole Sale, issue de son grand-oncle Joseph Brignole-Sale. C'est dire qu'Antoine Brignole-Sale bénéficiait à sa naissance des plus belles perspectives et des plus solides appuis dans les hautes noblesses de France et d'Italie.
Deuxième d'une fratrie de deux garçons et deux filles, Antonio avait pour frère aîné Ridolfo Brignole Sale, plein de modestie et d'humilité, que le pape Pie VII, qui l'appréciait beaucoup, fit évêque titulaire d'Assuras (de) et qui mourut en 1832, encore jeune et vivement regretté, et pour sœurs, Maria Pellegrina, épouse du duc Emmerich Joseph de Dalberg, numéro deux de la diplomatie française sous l'Empire après Talleyrand, et Emilia, épouse du comte Ferdinando Marescalchi, d'une des premières familles du royaume d'Italie et de Bologne.

### Union et postérité
Lui-même épousa la marquise Artemisia Negrone, d'une illustre famille patricienne génoise. De cette union naquirent : 
- Maria Brignole Sale, duchesse de Galliera, princesse de Lucedio et marquise de Ferrari
- Luisa Melzi d'Eril, duchesse de Lodi

### Jeunesse
Antonio Brignole Sale, perdit son père en 1802, devenant alors le onzième marquis de Groppoli en Toscane dont sa famille avait été chassée en 1774 par le grand-duc de Toscane. Il alla faire ses études, avec son frère, au collège Tolomei de Sienne, ville d'où était originaire sa mère et où les Brignole possédaient des biens.

### Sous le consulat et l'Empire
Sa mère s'attacha dès la seconde campagne d'Italie (1800) à la personnalité de Bonaparte. En 1802, elle alla vivre aux Tuileries comme dame du palais de Madame Bonaparte.
Elle poussa très tôt son fils aux premières places de l'administration impériale. Antoine fit vraisemblablement ses premières armes de fonctionnaire français en 1805 en préparant le rattachement de la République ligurienne à la France. L'acte définitif de ce rattachement fut d'ailleurs signé au palais Brignole-Sale à Gênes.
Nommé Auditeur au Conseil d'État (administration qui formait alors les plus hauts magistrats et commis de l'Empire) le 12 août 1807, Antoine Brignole-Sale fut affecté de 1807 à 1811 auprès du ministre et à la section de l'Intérieur. Il fut aussi rattaché à la commission des pétitions en 1808 et 1809. Puis après avoir été auditeur en service extraordinaire et secrétaire de la commission de liquidation à Florence (1810), il passa auditeur de 1ère classe en service ordinaire près du ministre et de la section de l'Intérieur en 1811 : il put alors assister aux séances du Conseil présidées par l'Empereur. C'est alors qu'il fut remarqué pour son intelligence et son assiduité au travail par l'Empereur lui-même, à l'occasion de la rédaction d'un brillant rapport sur l'annexion du royaume de Hollande lu par Napoléon en personne[réf. à confirmer]. En récompense, il devint maître des requêtes en service ordinaire à partir du 5 juillet 1811, et resta attaché à la section de l'Intérieur. Il fut aussi maître des requêtes à la commission du contentieux et à nouveau à la commission des pétitions en 1812.
Comte de l'Empire le 30 août 1810, il fut fait commandeur de l'ordre de la Réunion en 1813. La même année, il passa en service extraordinaire et exerça les fonctions de préfet de Montenotte. Le choix de ce département dont Savone était le chef-lieu ne fut pas due au hasard. On peut en effet s'étonner de la nomination de cet aristocrate génois à la tête d'une des trois préfectures situées sur le territoire de l'ancienne république de Gênes mais la raison en est qu'à cette date et jusqu'à la chute de l'Empire, Napoléon retenait le pape Pie VII en résidence surveillée dans cette même ville. L'Empereur qui espérait toujours un arrangement avec le pape, lui envoyait donc pour geôlier un Italien, aristocrate et catholique qui plus est et dont la famille était alliée et appréciée du Souverain pontife. De son illustre prisonnier qui se plaisait à l'appeler avec un doux sourire : « Il mio buon Carceriere » en français : « mon bon gardien de prison ! », il parvint à gagner tant l'estime que l'affection.

### Le tout dernier ministre de la république de Gênes
Les événements de 1814 et 1815 ayant abattu l'empire, délié de tout engagement envers Napoléon, l'ex-préfet mit tout ce qu'il avait de zèle et de talents au service de sa première patrie. En effet l'ancienne république de Gênes s'était reconstituée au lendemain de la chute de Napoléon Ier. Mais cette tentative de restauration était destinée à faire long feu. Au congrès de Vienne, il défendit vigoureusement l'indépendance de sa patrie dont l'annexion par le Piémont avait été décidée par une clause secrète du traité de Paris en 1814. Ses protestations, bien que véhémentes furent vaines. Il proposa alors aux autres nations d'imposer au royaume de Sardaigne comme contrepartie à l'annexion de la Ligurie, une constitution très libérale ou à défaut une représentation populaire importante. Car cet aristocrate, comme sa mère avant lui, avait été gagné par les idées de France, et bien que membre, par sa naissance, de l'oligarchie la plus exclusive d'Europe, il croyait au libre droit des peuples à se gouverner eux-mêmes. C'est à Vienne qu'il reçut les derniers soupirs de sa mère, dame d'honneur de Marie-Louise, mais aussi de sa fille aînée.

### Au service du royaume de Sardaigne
Le roi Victor-Emmanuel Ier, conscient du mécontentement  qu'avait provoqué chez Brignole Sale l'annexion de sa patrie par les États de Sardaigne, s'efforça de se l'attacher. Brignole Sale posa comme seule condition que, si jamais sa patrie devait recouvrer l'indépendance, il serait aussitôt délié de toute fidélité envers le souverain et il pourrait dès lors se consacrer aux choses publiques de sa patrie. Le roi accepta cette condition et frappant amicalement son épaule, il lui dit : « Davvero voi siete un galantuomo » ce qui signifie : « vous êtes véritablement un honnête homme ».
En 1816, Victor-Emmanuel le nomma ministre plénipotentiaire auprès de la cour de Toscane dans l'intention de lui faire négocier le mariage du prince de Carignan et futur roi, Charles-Albert de Sardaigne avec Marie-Thérèse de Habsbourg-Toscane. Sa charge dura jusqu'en 1818. De 1819 à 1821, il fut ambassadeur de la cour de Sardaigne auprès de celle d'Espagne. Les événements politiques du Piémont de ces années le ramenèrent un temps à la vie privée. 
En 1826, le roi Charles-Felix de Savoie, le nomma ambassadeur extraordinaire au couronnement du tsar Nicolas Ier de Russie. Le tsar l'avait d'ailleurs surnommé : « Le grand ambassadeur du petit roi » (Charles-Felix ne se démarquait en effet pas par la taille). À son retour de Moscou, il était président des hôpitaux lorsqu'éclata à Gênes une épidémie de choléra. Il devint le premier des infirmiers, tant il mit de zèle et de courage à secourir les infortunés malades. En 1836, il fut ministre extraordinaire au couronnement de la reine Victoria.
En 1836, il succéda au comte de Sales comme ambassadeur de Sardaigne à Paris, charge qu'il occupa jusqu'en 1848. Durant ces douze années, par son esprit et ses manières, il devint l'un des personnages incontournables de la haute vie diplomatique et intellectuelle de Paris du temps de la monarchie de Juillet. La haute société parisienne le fit sien, s'attacha à le conserver, à rechercher sa présence et à désirer sa compagnie. Il laissa quantité d'admirateurs et d'amis. Il revint de nombreuses fois à Paris à titre privé. Sa fille, Maria Brignole Sale, duchesse de Galliera, se sentait autant parisienne que génoise au point de vivre dans la capitale française de nombreuses années à Matignon et de s'y faire construire un palais dans le XVIe arrondissement. Antonio Brignole Sale prit un immense plaisir à s'occuper de l'éducation de ses petits-enfants, André de Ferrari qui mourut à 15 ans seulement mais aussi de Filippo. Andrea et ses sœurs avaient eu la chance, grâce au prestige de leur mère et de leur grand-père, de devenir des intimes des enfants du roi Louis-Philippe Ier.
L'écrivain, Henry de Riancey, décrivit ainsi Antonio Brignole Sale :

« C'était l'un des plus éminents représentants de l'antique foi et de l'antique honneur. C'était l'un des plus beaux caractères de ce siècle qui en est si avare. Grand par sa naissance, grand par les services qu'il a rendu à son pays, grand par la supériorité de ses talents et l'étendue de ses connaissances et entre ses vertus, par sa piété et son humilité... Il était entouré d'une dignité sans égale, son nom était synonyme de la dignité, de la générosité, de la courtoisie et de la bienveillance. (...) Le marquis Brignole était le vrai type du gentilhomme, de l'homme d'état et du chrétien. »

Doté d'une grande culture, il fut honoré du titre de président honoraire de l'institut historique de France. De plus, quand en 1846, le VIIIe Congrès des Savants se réunit à Gênes, le roi Charles-Albert l'honora de la présidence du congrès. Il reçut les membres avec faste dans son somptueux palais, le Palazzo Rosso.
Le roi lui confia aussi les missions les plus délicates. Ainsi, après le désastre de la bataille de Novare (1849), il fut chargé de négocier la difficile paix à Vienne même. Il s'était d'ailleurs opposé avec véhémence à la guerre contre l'Autriche, la jugeant contraire à l'honneur et aux intérêts de l'Italie.

### Fin de carrière
Antonio Brignole Sale démissionna en 1848 de sa charge d'ambassadeur à Paris, par fidélité à Louis-Philippe qui venait d'être chassé et pour cause de désaccord avec le gouvernement républicain du général Cavaignac au sujet de l'Italie.
En 1849, devenu président du Sénat sarde, il s'opposa à un projet visant à mettre fin à l'immunité dont bénéficiaient les ecclésiastiques, qu'il considérait comme une injure faite au Saint-Siège. Celui-ci ayant été adopté, il entra alors dans l'opposition au gouvernement de Camillo Cavour, ce qui donna lieu à des débats houleux au Sénat. Il s'opposa encore avec véhémence à l'annexion de Nice et de la Savoie par la France, ainsi qu'au transfert du siège de la marine royale de Gênes à La Spezia. Enfin, protestant une fois de plus en 1860, contre l'annexion de la Toscane, de Naples, de la Sicile et d'une partie des États du Pape, Antonio Brignole Sale, extrêmement pieux et ne pouvant se résoudre à exercer des fonctions officielles dans un État dont il réprouvait les actes, démissionna de sa charge de sénateur en avril 1861, soit quelques jours après la proclamation du nouveau Royaume d'Italie, le 1er avril. 
En 1855, Antonio Brignole fonda à Gênes le séminaire Negroni-Brignole-Sale d'où sont sortis un grand nombre d'hommes illustres de l'Église. Ce fut l'œuvre de sa vie, celle qu'il médita durant toute son existence. Par cette fondation, il accomplissait le vœu pieux de Christophe Colomb qui avait exprimé dans son testament son souhait de voir sa patrie dotée d'un séminaire. Le notaire du grand explorateur n'était autre que Niccolo Brignole, ambassadeur, juriste et ancêtre d'Antoine Brignole-Sale. Il cautionne par sa présence le 4 avril 1856 la fondation par Augustin Louis Cauchy de l’Œuvre des Écoles d’Orient, plus connue actuellement sous le nom de L’Œuvre d’Orient. Il va même accepter d’être membre de son 1er Conseil général le 25 de la même année.
En 1856, il avait prononcé à l'Institut de France un brillant discours en faveur du percement de l'isthme de Suez, aujourd'hui appelé : canal de Suez.
Il était gentilhomme de la chambre du roi. Il mourut en 1863 et eut droit à un hommage solennel en la cathédrale de Gênes, mené par l'archevêque de cette ville.

## Publications
- Des droits temporels du pape, Considérations sur la question romaine, 1860
- Quelques Erreurs réfutées, ou Exposé de la conduite du marquis Antonio Brignole, lors de sa mission auprès du Congrès de Vienne, en qualité d'envoyé du Gouvernement de Gênes

## Titres
- 11e marquis de Groppoli.
- Comte de Brignole et de l'Empire (institution de majorat, attaché au titre de comte, accordée par lettres patentes du 30 août 1811, à Compiègne).

## Décorations
| Chevalier de l'Ordre Suprême de la Très Sainte Annonciade (Savoie) | Chevalier de la Grand'croix de l'Ordre des Saints-Maurice-et-Lazare | Officier de la Légion d'honneur       | Ordre impérial de la Réunion               | Chevalier de l'ordre Pour le Mérite |
| Chevalier Grand-croix de l'Ordre de Saint-Joseph                   | Grand-croix de l'Ordre de Dannebrog                                 | Chevalier de l'Ordre de l'Aigle blanc | Grand cordon de l'Ordre de Saint-Stanislas |                                     |

 Royaume de Sardaigne
- Chevalier de l'ordre suprême de la Très Sainte Annonciade (Savoie) ;
- Grand cordon de l'ordre des Saints-Maurice-et-Lazare ;

 Empire français
- Légion d'honneur[9] :
  - Légionnaire (3 décembre 1809), puis,
  - Officier de la Légion d'honneur (30 juin 1811) ;
- Commandeur de l'ordre de la Réunion (1813) ;

 Royaume de Prusse
- Chevalier de l'ordre Pour le Mérite (classe civile, 1842).

 Grand-duché de Toscane
- Chevalier grand-croix de l'ordre de Saint-Joseph :

 Royaume de Danemark
- Grand-croix de l'ordre de Dannebrog ;

 Empire russe
- Chevalier de l'ordre de l'Aigle blanc (Russie impériale) ;
- Grand cordon de l'ordre de Saint-Stanislas ;

## Armoiries
| Figure | Blasonnement |
|        | Armes de la famille Brignole D'azur à un pin [alias un prunier] fruité de sinople, terrassé du même, senestré d'un lion de gueules, couronné, rampant contre le fût. Casque avec lambrequins. Armes parlantes (« brignole » en génois/ligure = prune (fruit).). |
|        | Armes du comte Brignole Sale et de l'Empire Écartelé au premier des comtes pris dans notre Conseil d'État, au deuxième d'azur à l'arbre de sinople terrassé du même, fruité de gueules et sénestré d'un lion contrerampant de gueules, au troisième d'or au lion de gueules tenant entre ses pattes une croix haussée du même, au quatrième d'or, à trois pals de sable. - Livrées : les couleurs de l'écu. On trouve aussiÉcartelé: au 1, échiqueté d'azur et d'or ; au 2, d'argent, à l'arbre de sinople, terrassé du même ; au 3, d'or, au lion de gueules, tenant de ses pattes une croix latine du même ; au 4, d'or, à trois pals de sable. |